# 埃拉·赛德尔
埃拉·赛德尔（德語：Ella Seidel；2005年2月14日—），德国女子网球运动员。截至2024年9月，赛德尔在ITF女子世界网球巡回赛有1个单打和1个双打冠军。
赛德尔出生于德国汉堡，她为了能够专注于自己的网球事业，在17岁时提前两年高中毕业。她还在屈隆斯博恩进行训练，这是波罗的海边的一个度假小镇，她的父母在那边有一栋可用来度假的房子。
她在2022年汉堡欧洲公开赛上收到一张双打外卡，这是她首次亮相WTA巡回赛，接着在2023年汉堡欧洲公开赛上获得了一张单打外卡，但在第一轮输给了同胞朱尔·尼迈尔。
在2024年澳大利亚网球公开赛上，她通过资格赛进入了单打正赛，这是她首次参加大满贯单打正赛，但首轮负于赛会2号种子阿里娜·萨巴伦卡。在2024年匈牙利网球大奖赛和2024年布拉格网球公开赛上她连续两次进入了WTA巡回赛八强。

## 青少年大满贯决赛

### 双打: 1 (亚军)
| 结果 | 日期 | 巡回赛         | 场地 | 搭档          | 对手                              | 比分     |
| ---- | ---- | -------------- | ---- | ------------- | --------------------------------- | -------- |
| 负   | 2022 | 美国网球公开赛 | 硬地 | Carolina Kuhl | 露西·哈夫利奇科娃 · 季阿娜·施耐德 | 3–6, 2–6 |